# Listă de conducători ai Marocului
Aceasta este lista de conducători ai Marocului, de la înființarea primului stat marocan în 789. Titulatura acestor conducători a variat în timp. Din anul 1957, este folosită titulatura de rege.

## Dinastia Idrisidă
- Idriss I (789–791)
- Idriss II (791–828)
- Muhammad ibn Idris (828–836)
- Ali ibn Idris (836–848)
- Yahya ibn Muhammad (848–864)
- Yahya ibn Yahya (864–874)
- Ali ibn Umar (874–883)
- Yahya ibn Al-Qassim (883–904)
- Yahya ibn Idris ibn Umar (904–917)

Prima perioadă a suzeranității Fatimizilor suzeranitate a durat din 922 până în 925.
- Hassan I al-Hajam (925–927)

A doua perioadă a suzeranității Fatimizilor suzeranitate a durat din 927 până în 937.
- Al Qasim Gannum (937–948)
- Abu l-Aish Ahmad (948–954)
- Al-Hasan ben Kannun (954–974)

În 974, sultanul Al-Hasan ben Kannun a fost învins de omeiazi, după care a urmat o perioadă suzeranitate omeiadă.

## Dinastia Almoravidă
- Abu Bakr ibn Umar (c. 1060–1072)
- Yusuf ibn Tashfin (1072–1106)
- Ali ibn Yusuf (1106–1142)
- Tashfin ibn Ali (1142–1146)

Revolta almohadă a început în 1145
- Ibrahim ibn Tashfin (1146)
- Ishaq ibn Ali (1146–1147)

## Dinastia Almohadă
- Abd al-Mu'min (1145–1163)
- Abu Yaqub Yusuf I (1163–1184)
- Aby Yusuf Yaqub al-Mansur (1184–1199)
- Muhammad an-Nasir (1199–1213)
- Abu Yaqub Yusuf al II-lea (1213–1224)
- Abdul-Wahid I (1224)
- Abdallah al-Adil (1224–1227)
- Yahya (1227–1235)
- Idris I (1227–1232)
- Abdul-Wahid al II-lea (1232–1242)
- Ali (1242–1248)

Suzeranitate Marinidă din 1248 până la căderea almohazilor în 1269
- Umar (1248–1266) - localizat în Marrakech, doar cu putere locală
- Idris al II-lea (1266–1269) - n Marrakech, doar cu putere locală

## Dinastia Marinidă
- Abu Yahya ibn Abd al-Haqq (1244–1258)
- Umar (1258–1259)
- Abu Yusuf Yaqub ibn Abd Al-Haqq (1259–1286)
- Abu Yaqub Yusuf an-Nasr (1286–1306)
- Abu Thabit Amir (1307–1308)
- Abu al-Rabi Sulayman (1308–1310)
- Abu Sa'id Uthman II (1310–1331)
- Abu al-Hasan Ali ibn Othman (1331–1348)
- Abu Inan Faris (1348–1358)
- Muhammad II. ca Said (1359)
- Abu Salim Ali II. (1359–1361)
- Abu Umar Taschufin (1361)
- Abu Zayyan Muhammad III. (1362–1366)
- Abu l-Fariz Abdul Aziz I. (1366–1372)
- Abu l-Abbas Ahmad (1372–1384)
- Musa ibn Faris (1384–1386)
- Al-Wathiq (1386–1387)
- Abu l-Abbas Ahmad (1387–1393)
- Abu Faris Abdul Aziz II. (1393–1396)
- Abdullah (1396–1399)
- Abu Said Uthman III. (1399–1420)
- Abd al-Haqq al II-lea (1420–1465)

## InterludiuIdrisid
- Muhammad ibn Ali Idrisi-Joutey (1465–1471)

## Dinastia Wattasidă
- Abu Zakariya Muhammad al-Saih al-Mahdi (1472–1505)
- Abu Abdallah Muhammad I (1505–1524)
- Abul Abbas Ahmad (1524–1545)
- Nasir ad-Din al-Qasri (1545–1547)
- Abul Abbas Ahmad (a doua oară, 1547–1549)
- Ali Abu Hassun (ian.–sep. 1554)

## Dinastia Saadi
- Mohammed ash-Sheikh (1549–1554, 1554–1557)
- Abdallah al-Ghalib	(1557–1574)
- Abu Abdallah Mohammed II (1574–1576)
- Abu Marwan Abd al-Malik I (1576–1578)
- Ahmad al-Mansur (1578–1603)

1603–1627: Război de succesiune
| Principalii conducători Saadi, în Marrakesh: - Abou Fares Abdallah (r. 1603–1608) - Zidan el Nasir (pretendent din 1603, r. 1608–1628) | Facțiunea rivală în Fes, doar cu putere locală: - Mohammed esh Sheikh el Mamun (r. 1603–1613) - Abdallah II (r. 1613–1623) - Abd al-Malik ibn Abdallah (r. 1623–1627) |  |

1627–1659: Conducere reunificată
- Abu Marwan Abd al-Malik II (r. 1627–1631)
- Al Walid ibn Zidan (r. 1631–1636)
- Mohammed esh Sheikh es Seghir (r. 1636–1655)
- Ahmad el Abbas (r. 1655–1659)

## Interludiu Dila'i
- Muhammad al-Hajj ad-Dila'i (r. 1659–1663)

## Dinastia Alauită
1666–1957: Sultani ai Marocului
| Nume                              | Durată de viață                           | Încoronare         | Sfârșit domnie                               | Note                                     | Familia | Imagine                          |
| --------------------------------- | ----------------------------------------- | ------------------ | -------------------------------------------- | ---------------------------------------- | ------- | -------------------------------- |
| Al-Rashid                         | 1631 – 9 aprilie 1672 (41 de ani)         | 1666               | 9 aprilie 1672                               | fiul lui Moulay Sharif                   | Alauită | Al-Rashid of Morocco             |
| Ismail Ibn Sharif                 | 1634/1645 – 22 martie 1727 (93–82 de ani) | 1672               | 22 martie 1727                               | fiul lui Moulay Sharif                   | Alauită | Ismail Ibn Sharif of Morocco     |
| Abu'l Abbas Ahmad (Prima domnie)  | 1677 – 5 martie 1729 (52 de ani)          | 22 martie 1727     | martie 1728 (înlăturat)                      | fiul lui Ismail Ibn Sharif               | Alauită | Abu'l Abbas Ahmad of Morocco     |
| Abdalmalik                        | 1696 – 2 martie 1729 (33 de ani)          | martie 1728        | iulie 1728 (înlăturat)                       | fiul lui Ismail Ibn Sharif               | Alauită | Abdalmalik of Morocco            |
| Abu'l Abbas Ahmad (a doua domnie) | 1677 – 5 martie 1729 (52 de ani)          | iulie 1728         | 5 martie 1729                                | fiul lui Ismail Ibn Sharif               | Alauită | Abu'l Abbas Ahmad of Morocco     |
| Abdallah (prima domnie)           | 1678 – 10 noiembrie 1757 (79 de ani)      | 5 martie 1729      | 28 septembrie 1734 (înlăturat)               | fiul lui Ismail Ibn Sharif               | Alauită | Abdallah of Morocco              |
| Ali                               | decedat în aprilie 1737                   | 28 septembrie 1734 | 14 februarie 1736 (înlăturat)                | fiul lui Ismail Ibn Sharif               | Alauită | Ali of Morocco                   |
| Abdallah (a doua domnie)          | 1678 – 10 noiembrie 1757 (79 de ani)      | 14 februarie 1736  | 8 august 1736 (înlăturat)                    | fiul lui Ismail Ibn Sharif               | Alauită | Abdallah of Morocco              |
| Mohammed II                       | născut 1694                               | 8 august 1736      | 18 iunie 1738 (înlăturat)                    | fiul lui Ismail Ibn Sharif               | Alauită | Muhammad II ben Arbia of Morocco |
| Al-Mostadi (prima domnie)         | decedat 1759                              | 18 iunie 1738      | februarie 1740 (înlăturat)                   | fiul lui Ismail Ibn Sharif               | Alauită | Al-Mostadi of Morocco            |
| Abdallah (a treia domnie)         | 1678 – 10 noiembrie 1757 (79 de ani)      | februarie 1740     | 13 iunie 1741 (înlăturat)                    | fiul lui Ismail Ibn Sharif               | Alauită | Abdallah of Morocco              |
| Zin al-Abidin                     | 1692 – 1762 (70 de ani)                   | 13 iunie 1741      | 24 noiembrie 1741 (înlăturat)                | fiul lui Ismail Ibn Sharif               | Alauită | Zin al-Abidin of Morocco         |
| Abdallah (a patra domnie)         | 1678 – 10 noiembrie 1757 (79 de ani)      | 24 noiembrie 1741  | 3 februarie 1742 (înlăturat)                 | fiul lui Ismail Ibn Sharif               | Alauită | Abdallah of Morocco              |
| Al-Mostadi (a doua domnie)        | decedat în 1759                           | 3 februarie 1742   | mai 1743 (înlăturat)                         | fiul lui Ismail Ibn Sharif               | Alauită | Al-Mostadi of Morocco            |
| Abdallah (a cincea domnie)        | 1678 – 10 noiembrie 1757 (79 de ani)      | mai 1743           | iulie 1747 (înlăturat)                       | fiul lui Ismail Ibn Sharif               | Alauită | Abdallah of Morocco              |
| Al-Mostadi (a treia domnie)       | decedat în 1759                           | iulie 1747         | octombrie 1748 (înlăturat)                   | fiul lui Ismail Ibn Sharif               | Alauită | Al-Mostadi of Morocco            |
| Abdallah (a șasea domnie)         | 1678 – 10 noiembrie 1757 (79 de ani)      | octombrie 1748     | 10 noiembrie 1757                            | fiul lui Ismail Ibn Sharif               | Alauită | Abdallah of Morocco              |
| Mohammed III                      | 1710 – 9 aprilie 1790 (80 de ani)         | 10 noiembrie 1757  | 9 aprilie 1790                               | fiul lui Abdallah                        | Alauită | Mohammed ben Abdallah of Morocco |
| Yazid                             | 1750 – 23 februarie 1792 (42 de ani)      | 9 aprilie 1790     | 23 februarie 1792                            | fiul lui Mohammed III                    | Alauită | Yazid of Morocco                 |
| Slimane                           | 1760 – 28 noiembrie 1822 (62 de ani)      | 23 februarie 1792  | 28 noiembrie 1822                            | fiul lui Mohammed III                    | Alauită | Slimane of Morocco               |
| Abd al-Rahman                     | 1778 – 24 august 1859 (81 de ani)         | 28 noiembrie 1822  | 24 august 1859                               | nepotul lui Slimane                      | Alauită | Abd al-Rahman of Morocco         |
| Mohammed IV                       | 1802 – 16 septembrie 1873 (71 de ani)     | 24 august 1859     | 16 septembrie 1873                           | fiul lui Abd al-Rahman                   | Alauită | Muhammad IV of Morocco           |
| Hassan I                          | 1836 – 7 iunie 1894 (58 de ani)           | 16 septembrie 1873 | 7 iunie 1894                                 | fiul lui Mohammed IV                     | Alauită | Hassan I of Morocco              |
| Abdelaziz                         | 24 februarie 1878 – 10 iunie 1943         | 7 iunie 1894       | 4 ianuarie 1908 (înlăturat)                  | fiul lui Hassan I                        | Alauită | Abdelaziz of Morocco             |
| Abdelhafid                        | 24 februarie 1876 – 4 aprilie 1937        | 4 ianuarie 1908    | 12 august 1912 (abdicare)                    | fiul lui Hassan I                        | Alauită | Abdelhafid of Morocco            |
| Yusef                             | 1882 – 17 noiembrie 1927 (45 de ani)      | 13 august 1912     | 17 noiembrie 1927                            | fiul lui Hassan I                        | Alauită | Yusef of Morocco                 |
| Mohammed V (prima domnie)         | 10 august 1909 – 26 februarie 1961        | 17 noiembrie 1927  | 20 august 1953 (înlăturat)                   | fiul lui Yusef                           | Alauită | Mohammed V of Morocco            |
| Mohammed Ben Aarafa               | 1889 – 17 iulie 1976 (87 de ani)          | 20 august 1953     | 30 octombrie 1955 (abdicare)                 | rudă îndepărtată a lui Mohammed al V-lea | Alauită | Mohammed Ben Aarafa of Morocco   |
| Mohammed V (a doua domnie)        | 10 august 1909 – 26 februarie 1961        | 16 noiembrie 1955  | 14 august 1957 (proclamat rege al Marocului) | Son of Yusef                             | Alauită | Mohammed V of Morocco            |

1957–Prezent: Regi ai Marocului
| Nume                      | Durată de viață                    | Încoronare        | Sfârșit domnie    | Note                       | Familia | Imagine                         |
| ------------------------- | ---------------------------------- | ----------------- | ----------------- | -------------------------- | ------- | ------------------------------- |
| Mohammed V - محمد الخامس  | 10 august 1909 – 26 februarie 1961 | 14 august 1957    | 26 februarie 1961 | fiul lui Yusef             | Alauită | Mohammed V of Morocco           |
| Hassan II - الحسن الثاني  | 9 iulie 1929 – 23 iulie 1999       | 26 februarie 1961 | 23 iulie 1999     | fiul lui Mohammed al V-lea | Alauită | Hassan al II-lea al Marocului   |
| Mohammed VI - محمد السادس | 21 august 1963 (61 de ani)         | 23 July 1999      | Incumbent         | fiul lui Hassan al II-lea  | Alauită | Mohammed al VI-lea al Marocului |